# Нанні Лой
Джова́нні Лой (італ. Giovanni Loy, відоміший як Нанні Лой італ. Nanni Loy, 23 жовтня 1925, Кальярі, Сардинія, Італія — 21 серпня 1995, Ф'юмічіно, Лаціо, Італія) — італійський режисер театру та кіно, сценарист і актор.

## Життєпис
Джованні Лой народився у 1925 році в Кальярі, на острові Сардинія, і походив з видатної сардинсько-венеці́йської сім'ї. Ще підлітком майбутній режисер оселився в Римі. Вивчав філософію, але у 1947 році перейшов на навчання до Експериментального кіноцентру Італії і в наступному році там отримав диплом.
У 1949 році він зняв свій перший короткометражний фільм про образотворче мистецтво «Художники перед дзеркалом» (Pittori davanti allo specchio). За першим відразу ж пішов інший на ту саму тему — «Розфарбовані біографії» (Biografie dipinte). Крім того, він став помічником досвідчених режисерів, таких як Гофредо Алесандріні, Августо Дженіна, Карміне Галлоне, Луїджі Дзампа.
Його режисерський дебют відбувся у 1957 році. Дві звичаєві комедії: «Слово злодія», з кіноактором Габріелем Ферцетті, та «Чоловік», з кіноактором Альберто Сорді, були створені у співпраці з Джанні Пучіні та Джузеппе Де Сантісом.
На початку 1960-х років Нанні Лой екранізував події, пов'язані з рухом Опору в Італії у фільмах: «День левів» (1961) та «Чотири дні Неаполя» (1962). Один з цих кіноепосів присвячений великим героїчним постатям, інший — величі спільноти людей.
Комедії «Батько родини» (1967) та «Затриманий чекаючи судового розгляду» (1971), у яких грають чудові актори — Уго Тоньяцці, Ніно Манфреді та Альберто Сорді, пройняті солодкувато-гіркою іронією та нотками трагізму і абсурду.

## Фільмографія

### режисер
- 1957 : «Слово злодія»[it] / (Parola di ladro)
- 1957 : «Чоловік» / (Il marito)
- 1959 : «Зухвалий наскок невідомих зловмисників» / (Audace colpo dei soliti ignoti)
- 1963 : «Чотири дні Неаполя» / (Le quattro giornate di Napoli)
- 1971 : «Затриманий чекаючи судового розгляду» / (Detenuto in attesa di giudizio)
- 1976 : «Лише б не дізналися всі навколо!» / («Basta che non si sappia in giro»)

## Нагороди
- 1963 : Премія «Срібна стрічка» за найкращу режисерську роботу — «Чотири дні Неаполя»
- 1963 Нагорода Міжнародного кінофестивалю у Лачено (Італія):
  - премія «Золотий Лачено» найкращому режисерові — «Чотири дні Неаполя» / (Le quattro giornate di Napoli)